# Comuna Osivți, Kamin-Kașîrskîi
Osivți (în ucraineană Осівці) este o comună în raionul Kamin-Kașîrskîi, regiunea Volînia, Ucraina, formată din satele Olșanî, Osivți (reședința) și Zalazko.

## Demografie
Componența lingvistică a satului Osivți
     Ucraineană (99,58%)
     Alte limbi (0,42%)
Conform recensământului din 2001, majoritatea populației satului Osivți era vorbitoare de ucraineană (99,58%), existând în minoritate și vorbitori de alte limbi.